# Bobin (województwo mazowieckie)
Bobin – wieś sołecka w Polsce położona w województwie mazowieckim, w powiecie ostrołęckim, w gminie Czerwin.
W końcu XIX w. Bobin był jedną z piętnastu wsi leżących w obrębie okolicy szlacheckiej Mierzejewo.
Na przełomie XX i XXI wieku w obszar dzisiejszego Bobina włączono 2 sąsiednie wsie położone po wschodniej stronie strumyka (Strugi) Janczyki oraz powstałą po parcelacji ziem dworskich Czambrowinę.
Wierni Kościoła rzymskokatolickiego należą do parafii Trójcy Przenajświętszej w Czerwinie (część wschodnia) lub do parafii Podwyższenia Krzyża Świętego w Goworowie (część zachodnia).

## Historia
W latach 1921–1939 wieś leżała w województwie białostockim, w powiecie ostrołęckim, w gminie Czerwin.
Według Powszechnego Spisu Ludności z 1921 roku wieś zamieszkiwały 73 osoby w 14 budynkach mieszkalnych. Miejscowość należała do parafii rzymskokatolickiej w m. Czerwin. Podlegała pod Sąd Grodzki w Ostrołęce i Okręgowy w Łomży; właściwy urząd pocztowy mieścił się w m. Czerwin.
W wyniku agresji niemieckiej we wrześniu 1939 wieś znalazła się pod okupacją niemiecką. Od 1939 do wyzwolenia w 1945 włączona w skład Generalnego Gubernatorstwa.
W latach 1975–1998 miejscowość administracyjnie należała do województwa ostrołęckiego.